# Альтшуллер, Борис Львович
Борис Львович Альтшуллер (23 июня 1926, Москва — 28 октября 1998, Москва) — советский и российский архитектор-реставратор, историк архитектуры, исследователь древнерусского церковного зодчества. Кандидат архитектуры. Заслуженный работник культуры РСФСР (1986).

## Биография
В период Великой Отечественной войны, в 1943 году окончил Московский архитектурный институт (МАРХИ).
Работал в Центральных научно-реставрационных производственных мастерских (ЦНРПМ) в Москве.
Совместно с историком и археологом М. Х. Алешковским (1933—1974) проводил масштабные архитектурно-археологические исследования на ряде уникальных объектов. Основной круг научных и практических интересов — раннемосковское зодчество.
Опыт практической работы обобщён в кандидатской диссертации, посвящённой бесстолпным храмам (1978).
Похоронен на Донском кладбище.

## Основные реставрационные работы
- Спасский собор Андроникова монастыря, XIV век, Москва (совместно с Л. А. Давидом, 1961)
- Храм Живоначальной Троицы в Хорошёве, XVI век (1963—1964)
- Церковь Николы в селе Каменском, вторая половина XIV века[3] (1975)
- Архитектурно-археологические заповедники «Пантикапей» в Керчи (1990) и «Херсонес» в Крыму (1991).

## Основные сочинения
- Альтшуллер Б. Л., Алешковский М. Х. Благовещенский собор Московского Кремля, а не придел Василия Кесарийского // Советская археология. 1973. № 2.
- Альтшуллер Б. Л. Новые исследования о Никольской церкви села Каменского // Архитектурное наследство. Вып. 20. М., 1972.
- Альтшуллер Б. Л. Белокаменные рельефы Спасского собора Андроникова монастыря и проблема датировки памятника // Средневековая Русь. М., 1976. С. 284—292.
- Альтшуллер Б. Л. Бесстолпные храмы XIV века в Коломне // Советская археология. № 4. М., 1977. С. 156—173.
- Альтшуллер Б. Л. Памятники зодчества Московской Руси второй половины XIV-начала XV веков (новые исследования). Диссертация на соискание ученой степени кандидата архитектуры. На правах рукописи. М., 1978.
- Давид Л. А., Альтшуллер Б. Л., Подъяпольский С. С. Реставрация Спасского собора Андроникова монастыря // Древнерусское искусство: Сергий Радонежский и художественная культура Москвы XIV—XV вв. СПб.: Дмитрий Буланин, 1998. С. 360—392.